# Tyrrell 022
A Tyrrell 022 egy Formula–1-es versenyautó, amit a Tyrrell Racing versenyeztetett az 1994-es Formula–1 világbajnokság során. Pilótái Katajama Ukjó és Mark Blundell voltak.

## Áttekintés
A Tyrrell csapat rossz anyagi helyzetben volt és az előző idény is pocsékul sikerült számukra. Visszatért azonban Harvey Postlethwaite, aki neki is látott egy új versenyautó megtervezésének. Mivel ettől az idénytől betiltották az elektronikai segédeleteket, rengeteg súlytól meg tudták szabadítani az autókat. Motorok terén nem volt nagy változás, a Judd által karbantartott Yamaha-erőforrásokat használták, amelyek ugyan erősebbek lettek, de megbízhatatlanabbak is. 
Az idény nem is kezdődött rosszul, két ötödik helyet is szereztek, valamint Blundell jóvoltából egy harmadik helyet is a spanyol nagydíjon - ez volt a csapat történetének utolsó dobogós helyezése. Ezt követően azonban ismét formahanyatlás következett be, és már csak három alkalommal szereztek pontot. Még ez is elég volt a konstruktőri hetedik helyhez, ugyanakkor ennél jobb eredményt is elérhettek volna.
2009-ben az autót az amerikai BOSS bajnokságban is versenyeztették.

## Eredmények
(félkövérrel jelölve a pole pozíció; dőlt betűvel a leggyorsabb kör)
| Év   | Csapat  | Motor        | Gumik | Pilóták       | 1   | 2   | 3   | 4   | 5   | 6   | 7   | 8   | 9   | 10  | 11  | 12  | 13  | 14  | 15  | 16  | Pontok | Helyezés |
| ---- | ------- | ------------ | ----- | ------------- | --- | --- | --- | --- | --- | --- | --- | --- | --- | --- | --- | --- | --- | --- | --- | --- | ------ | -------- |
| 1994 | Tyrrell | Yamaha OX10B | G     |               | BRA | PAC | SMR | MON | ESP | CAN | FRA | GBR | GER | HUN | BEL | ITA | POR | EUR | JPN | AUS | 13     | 7.       |
| 1994 | Tyrrell | Yamaha OX10B | G     | Katajama Ukjó | 5   | KI  | 5   | KI  | KI  | KI  | KI  | 6   | KI  | KI  | KI  | KI  | KI  | 7   | KI  | KI  | 13     | 7.       |
| 1994 | Tyrrell | Yamaha OX10B | G     | Mark Blundell | KI  | KI  | 9   | KI  | 3   | 10  | 10  | KI  | KI  | 5   | 5   | KI  | KI  | 13  | KI  | KI  | 13     | 7.       |